# 棚山 (山梨県)
棚山（たなやま）は、山梨県笛吹市と山梨市との境界に山頂のある奥秩父山地の南（西）部に位置する山である。標高は1,171m。

## 隣接する山
- 太良ヶ峠（太良峠、多羅が峠）
- 兜山

## 温泉
- ほったらかし温泉